# Pavlivka, Svatove
Pavlivka (în ucraineană Павлівка) este un sat în comuna Mankivka din raionul Svatove, regiunea Luhansk, Ucraina.

## Demografie
Componența lingvistică a localității Pavlivka
     Ucraineană (94,55%)
     Rusă (5,45%)
Conform recensământului din 2001, majoritatea populației localității Pavlivka era vorbitoare de ucraineană (94,55%), existând în minoritate și vorbitori de rusă (5,45%).